# Титан (гидроакустическая станция)
Титан МГ-312 (МГ-312И) — советская корабельная поисковая гидроакустическая станция кругового обзора и целеуказания. Предназначалась для обнаружения подводных лодок, торпед и морских якорных мин.
Антенна станции монтировалась в подкильном обтекателе (бульбе) корабля.
При благоприятных гидрологических условиях ГАС «Титан» могла обнаруживать подводные лодки в подводном положении на дальностях до 8 км (в режиме эхо-пеленгования) и до 18 км (в режиме шумопеленгования); морские мины и торпеды станция была способна обнаруживать на дальностях до 2—3 км. ГАС обладала помехоустойчивостью и могла применяться на больших скоростях хода корабля.